# أحمد محمد حسين
أحمد محمد حسين ( 10 مارس 1994-) لاعب كرة قدم عراقي يلعب لنادي الطلبة العراقي كمدافع. ويحمل الرقم 13. لعب سابقا في نادي الشرطة ونادي اربيل ونادي القوة الجوية .